# Acanthopsyche fenella
Acanthopsyche fenella är en fjärilsart som beskrevs av Newman 1850. Acanthopsyche fenella ingår i släktet Acanthopsyche och familjen säckspinnare. Inga underarter finns listade i Catalogue of Life.